# Măcăleandru japonez
Măcăleandrul japonez (Larvivora akahige) este o specie de pasăre paseriforme din familia Muscicapidae. Arealul său se întinde din sudul insulelor Kurile și Sahalin în toată Japonia.
Măcăleandrul japonez, împreună cu măcăleandrul cu gât de catifea și măcăleandrul european, a fost anterior plasat în genul Erithacus. Un studiu de filogenetică moleculară din 2006 a constatat că cele două specii din Asia de Est erau mai asemănătoare cu măcăleandrul albastru siberian, la acea vreme plasat în Luscinia, decât cu măcăleandrul european. În 2010, un studiu amplu a confirmat acest rezultat și a constatat, de asemenea, că Luscinia nu era monofiletică. 

## Galerie

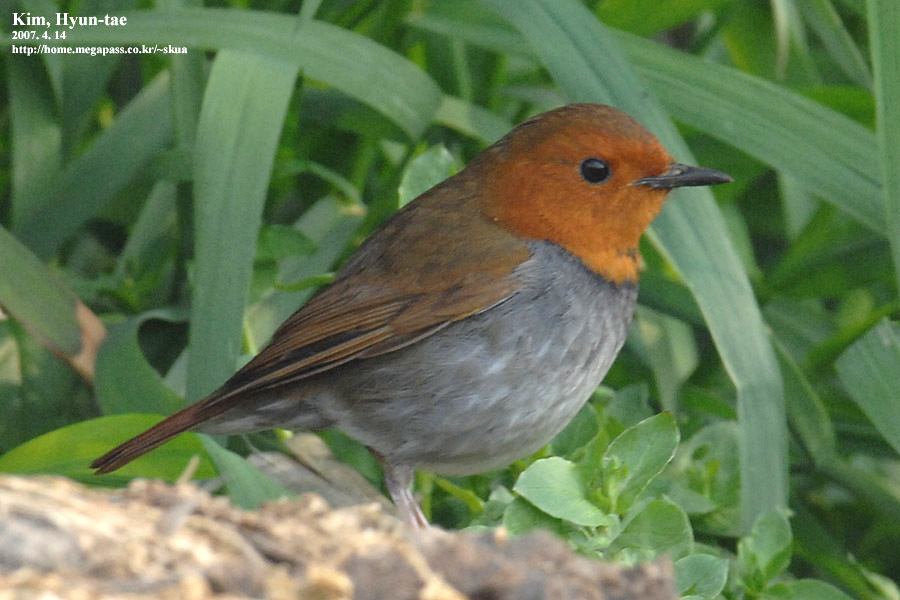
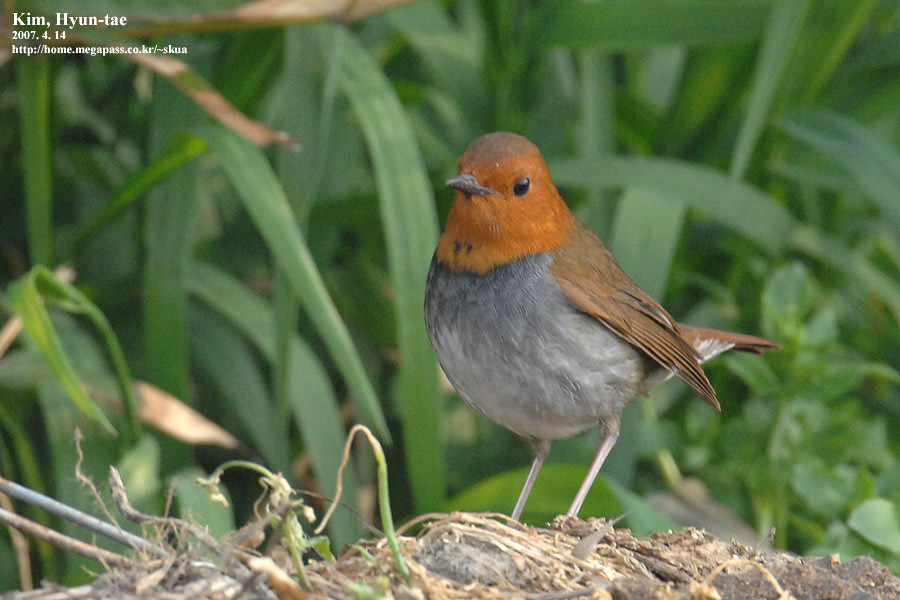
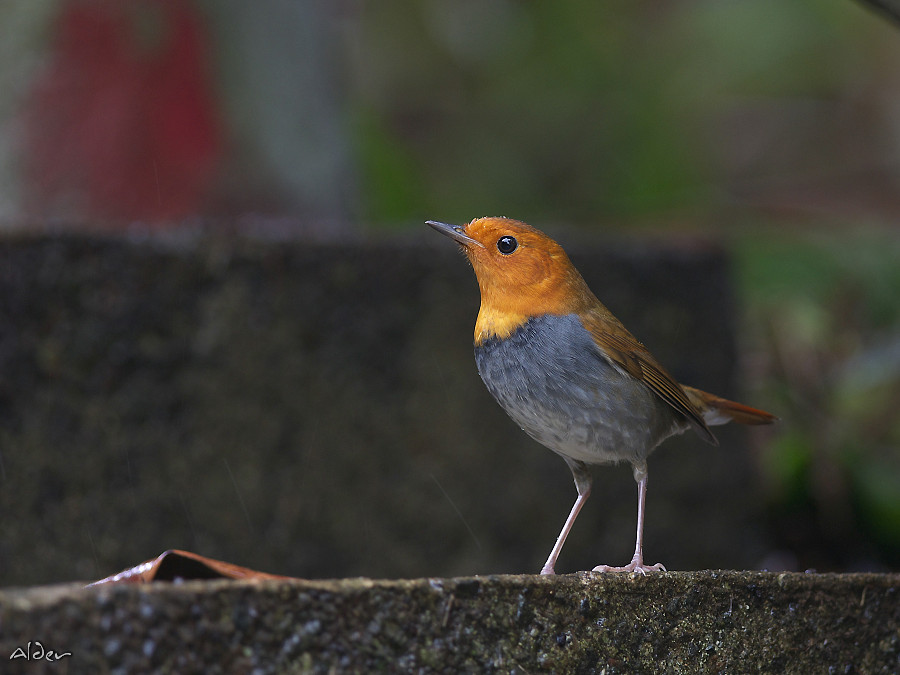